# Бертрвил Сент Уан
Бертрвил Сент Уан (фр. Bertreville-Saint-Ouen) насеље је и општина у северној Француској у региону Горња Нормандија, у департману Приморска Сена која припада префектури Дјеп.
По подацима из 2011. године у општини је живело 347 становника, а густина насељености је износила 52,02 становника/km². Општина се простире на површини од 6,67 km². Налази се на средњој надморској висини од 100 метара (максималној 122 m, а минималној 85 m).

## Демографија
| 1962. | 1968. | 1975. | 1982. | 1990. | 1999. | 2011. |
| ----- | ----- | ----- | ----- | ----- | ----- | ----- |
| 260   | 296   | 263   | 298   | 315   | 285   | 347   |

График промене броја становника у току последњих година